# Nomécourt
Nomécourt é uma comuna francesa na região administrativa de Grande Leste, no departamento de Haute-Marne. Estende-se por uma área de 10,77 km². Em 2010 a comuna tinha 113 habitantes (densidade: 10,5 hab./km²).